# Terschellingerwad
Het Terschellingerwad is een wad in de Waddenzee. Het wad ligt tussen Terschelling en Friesland net ten zuiden van het eiland. Het gaat naar het zuiden over in het Friese Wad. Het Terschellingerwad is onderdeel van het milieubeschermingsgebied Waddenzee, dit houdt in dat er speciale eisen zijn gesteld aan de waterkwaliteit. Er worden in het noordwestelijke stuk van het wad mosselen gevangen.
Een deel van het Terschellingerwad is een zeehondenreservaat.